# 不死鳥 (美空ひばりのアルバム)
「不死鳥」（ふしちょう）は、1988年4月11日にリリースされた美空ひばりのスタジオ・アルバム。

## 解説
- リリースされた1988年4月11日は『不死鳥 美空ひばり in TOKYO DOME 〜翔ぶ!! 新しき空に向って〜』（東京ドーム）が行われた日であり、2年ぶりのオリジナル・アルバムは、入院前の10年ほどの間に身に付けてしまった歌を踏みつぶしてばかりいた癖が消え、ひばり本来のヴォーカル・スタイルに戻った[2]仕上がりとなっていた。
- 阿久悠、なかにし礼、船村徹、吉田正といった日本を代表する作家を起用して制作された同アルバムは入手困難となっていたが、1995年と2008年にはCD化された。特に2008年版は最新デジタルマスタリング音源になったほか、『不死鳥でらっくす』と題し、同アルバムと1988年12月1日発売の『川の流れのように～不死鳥パートII』、東京ドームでのライブを収録した2枚組アルバムをセットにした4枚組アルバムとなった[3]。

## 収録曲

### 第1面
1. みだれ髪
  - 作詞：星野哲郎／作曲：船村徹／編曲：南郷達也
2. 哀恋歌
  - 作詞：石本美由起、作曲：市川昭介／編曲：佐伯亮
3. 人
  - 作詞：阿久悠／作曲：吉田正／編曲：京建輔
4. 暗夜行路
  - 作詞：たかたかし／作曲：弦哲也／編曲：池多孝春
5. NANGIやね
  - 作詞：吉岡治／作曲：岡千秋／編曲：竜崎孝路
6. さんさ恋時雨
  - 作詞：石本美由起／作曲：岡千秋／編曲：佐伯亮
7. 塩屋崎
  - 作詞：星野哲郎／作曲：船村徹／編曲：蔦将包

### 第2面
1. 裏窓
  - 作詞：たかたかし／作曲：弦哲也／編曲：竜崎孝路
2. うたかたの恋
  - 作詞：吉岡治／作曲：市川昭介／編曲：池多孝春
3. 花蕾
  - 作詞：阿久悠／作曲：吉田正／編曲：京建輔
4. 恋情
  - 作詞：吉田旺／作曲：徳久広司／編曲：佐伯亮
5. KANPAI!!
  - 作詞：吉田旺／作曲：徳久広司／編曲：竜崎孝路
6. われとわが身を眠らす子守唄
  - 作詞：なかにし礼／作曲：三木たかし／編曲：若草恵
7. 終りなき旅
  - 作詞：なかにし礼／作曲：三木たかし／編曲：若草恵